# Sturisomatichthys festivum
Espèce
Sturisomatichthys festivum est une espèce de poissons d'eau douce Siluriformes de la famille des Loricariidae.

## Répartition
Sturisomatichthys festivum est endémique du bassin du lac de Maracaibo (Ouest du Venezuela).

## Captivité, zoo
Aquarium du palais de la Porte Dorée détient quelques spécimens de Sturisomatichthys festivum exposés au public.
Sturisomatichthys festivum à ne pas confondre avec Sturisomatichthys aureus, ce dernier avec notamment la coloration moins diffuse et sans pigmentation entre les yeux et la nageoire dorsale. Sturisomatichthys festivum est une espèce qui risque de disparaitre de nos aquariums. En effet, à cause de l'hybridation et des croisement, notamment avec Sturisomatichthys aureus, l'espèce est de moins en moins répandue. La descendance fertile de ses croisements entrainant de plus en plus de difficulté a identifié les espèces pures.

## Galerie

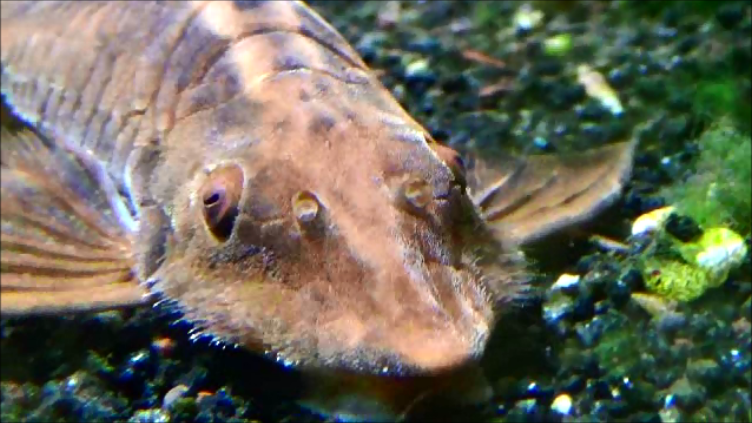
Détail de la tête.

## Systématique
Le nom valide complet (avec auteur) de ce taxon est Sturisomatichthys festivum (Myers, 1942).
L'espèce a été initialement classée dans le genre Sturisoma sous le protonyme Sturisoma festivum Myers, 1942.
Sturisomatichthys festivum a pour synonymes :
- Sturisoma festivum Myers, 1942
- Sturisomatichthys festivus (Myers, 1942)